# Spoorlijn Perros-Saint-Fiacre - Le Fret
De spoorlijn Perros-Saint-Fiacre - Le Fret was een korte Franse spoorlijn in de gemeente Crozon. De lijn was 3,7 km lang en heeft als lijnnummer 481 000.

## Geschiedenis
De lijn werd geopend door de Administration des chemins de fer de l'État op 14 juni 1925. Reizigersverkeer werd opgeheven op 18 april 1939, goederenvervoer op 10 april 1967.

## Aansluitingen
In de volgende plaats was er een aansluiting op de volgende spoorlijn:
Perros-Saint-Fiacre
RFN 480 000, spoorlijn tussen Carhaix en Camaret-sur-Mer